# Immortel taoïste
Cette page contient des caractères spéciaux ou non latins. S’ils s’affichent mal (▯, ?, etc.), consultez la page d’aide Unicode.
Pour les articles homonymes, voir Xian.

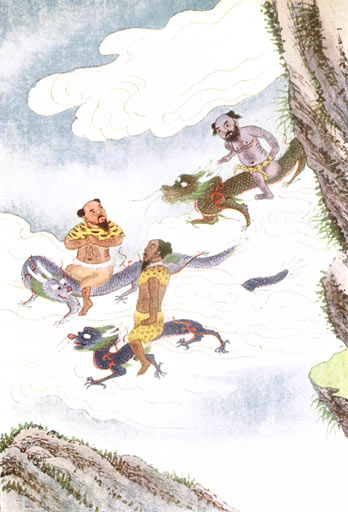
Immortels chevauchant des dragons

Évoqué dans les œuvres de Lao Zi, Zhuangzi et de nombreux textes à partir des Royaumes combattants, l'immortel, xianren (chinois : 仙人 ; pinyin : xiānrén) ou xian (仙, xiān), est en Chine un être fantastique aux pouvoirs surnaturels et aux dimensions cosmologiques, dont l'état transcende l'opposition entre vie et mort. Il résulte en effet dans l'idéal d'une transformation qui se produit chez l'aspirant immortel de son vivant grâce à une hygiène de vie et une ascèse spécifiques, aidées par l'absorption d'herbes ou de potions de longue vie que l'on trouve dans des lieux magiques appelés grottes célestes et terres de bonheur , résidences principales de ces êtres fantastiques. 
La croyance aux immortels précède la naissance du taoïsme du moins dans sa version déiste, dont ils sont devenus un élément essentiel à partir des Han orientaux. Auparavant, ils avaient été au centre du courant Fangxiandao, « Voie des magiciens et des immortels », apparu à l'époque des Royaumes combattants dans les pays de Qi et de Yan jouxtant la mer de Bohai. Les immortels appartiennent à l'ensemble des divinités de la religion chinoise, appelées collectivement shenxian (神仙, shénxiān) « dieux et immortels ».

## Analyse du caractère 仙, xiān
Le sinogramme 仙 qui représente les immortels est composé de la clé « personne » (亻, équivalent de 人, rén), le classant dans les caractères ayant trait aux humains ou personnages et du radical pictographique de la montagne (山, shān). Cette graphie semble avoir été tout d'abord utilisée en concurrence avec 僊, xiān, qui comporte à la place de la montagne l'élément (xiān) du caractère qīan (遷) signifiant déménager ou emménager. Les dictionnaires de la dynastie Han Shuowen Jiezi (~121), qui contient 僊, et Shiming (~200), qui contient 仙, donnent tous deux les définitions suivantes : « vivre longtemps sans mourir ; s’en aller » ; le Shiming précise : « s’en aller dans les montagnes ». Les premières terres d'immortalité étaient des îles montagneuses mythiques situées dans la mer Jaune.

## Les principales sources historiques
Le caractère 僊 xian (ni sa variante 仙) n'apparait pas dans le Dao de jing.
Dans le Zhuangzi, l'adepte poursuivant l'idéal de vie « taoïste », loin du monde, est désigné par les termes de « homme suprême » 至人 zhiren,  « homme parfait » 真人 zhenren,  « homme divin » 神人 shenren, « saint homme » 聖人 shengren et une fois d'« immortel » 僊 xian(ren).
« sur les lointains monts Gushe habitent des génies [shenren 神人 homme divin]. Leur peau est pareille à la neige brillante. Ils sont délicats comme des vierges. Ils ne mangent aucune des cinq céréales, mais ils hument le vent et boivent la rosée. Ils montent sur les nuées et chevauchent les dragons volants pour aller au-delà des quatre mers. La simple concentration de leur esprit (shen 神) guérit les maladies des êtres et procure la maturité des récoltes » (Tchouang-tseu, chap. 1, p.90).
Les purifications physiques et spirituelles visaient à allonger la vie, à alléger le corps pour s'évader du monde:
« Le saint [shengren 聖人] se loge comme la caille; il se nourrit comme le poussin; il va sans laisser de trace comme l'oiseau... Au bout de mille ans, fatigué de ce monde, il le quitte, monte vers le ciel [parmi les immortels], chevauche les nuages blancs et arrive au pays de Dieu [di xiang 帝鄉]. Aucun des trois malheurs ne peut l'atteindre. Son corps ne peut subir aucune atteinte. Quelles injures peut-il essuyer? » (Tchouang-zi, chap 12, p.167)
Dans tout le Zhuangzi, la seule occurrence nominale de xian 仙 se trouve dans cette citation. Les termes les plus fréquents sont zhenren 真人 (18 occurrences) suivi par zhiren 至人 et shengren 聖人 ; remarquons que le terme de daoshi 道士 « taoïste, prêtre taoïste » n'est pas encore utilisé.
D'une manière assez unique dans l'histoire des religions, l'idéal taoïste a associé la libération spirituelle et l'immortalité physique. Toutefois de nombreux passages du Dao de jing et du Zhuangzi indiquaient aussi que le but de la vie était une recherche spirituelle jusqu'à ce que la mort survienne.
Sous les Han antérieurs (-206, -9), la croyance aux drogues d'immortalité et aux paradis d'Immortalité prit une importance accrue.
Sima Qian mentionne dans ses Mémoires historiques, que des « maîtres en techniques » (fangshi), proposaient à l'empereur de fabriquer des plats et gobelets en or alchimique (fait à partir de cinabre), pour accroître la longévité.
Sous les Han postérieurs (+9, +220), les activités des fangshi s'élargissent à la divination, l'astrologie, la guérison, la physiognomonie. Certaines de ces techniques furent adoptées par les adeptes des mouvements taoïstes religieux comme ceux de l'École des cinq boisseaux de riz (Wǔdoǔmǐ daò 五斗米道). En +142, Wei Boyang 魏伯阳 écrit le premier ouvrage sur la théorie alchimique, le Zhouyi Cantongqi (周易參同契) dans lequel il introduit une loi de la sympathie
« Les transformations 变化 dépendent de la vraie nature des substances. Leur début et leur fin ont une cause commune. La manière de devenir immortel en prenant (des médicaments) réside en l’usage de substances de catégorie similaire. » (Cantongqi, chap.12)
La Biographie des Immortels (Liexian zhuan 列仙傳) est un petit recueil de légendes concernant 70 taoïstes ayant obtenu l'immortalité. Traditionnellement attribuée à Liu Xiang, son contenu amène à penser qu'il fut compilé sous les Han postérieurs. Voici celle de Pengzu:
« Pengzu...vécut sous la dynastie Xia jusqu'à la fin des Yin, plus de 800 ans. Il mangeait régulièrement de la cannelle et des agarics; il excellait dans la gymnastique et dans l'art de conduire le souffle...On dit que, par la suite, il disparut en s'élevant vers le Ciel » (Le Liexian zhuan, traduction de Kaltenmark p.82-83)
Au début du IVe siècle, Ge Hong rédige un ouvrage important sur les immortels,  le Baopu Zi, 抱朴子, dans lequel il réalise la synthèse de deux traditions:
1. le yangsheng 养生 « nourrir le principe vital» (pratiques gymniques, techniques diététiques, respiratoires, sexuelles, etc.)
2. les techniques alchimiques des fangshi 方士.

« Ceux qui autrefois devenaient Immortels voyaient parfois des ailes pousser sur leur corps. Ils se métamorphosaient et s’envolaient, abandonnant ce qu’ils avaient d’humains et prenant une nouvelle forme » (Baopuzi, chap.3, traduction de Che).

## Représentation
Généralement invisibles sous leur forme réelle aux humains ordinaires, ils sont décrits par Ge Hong dans le Baopuzi avec des pupilles carrées, des lobes immenses, parfois une tête de serpent, un habit de plumes, montés sur des grues ou des dragons. Ils possèdent les dons de métamorphose et d’ubiquité, apparaissent ou disparaissent à volonté dans un éclat de lumière. Ils peuvent éclairer une pièce obscure. 

### Élémentschamanistes

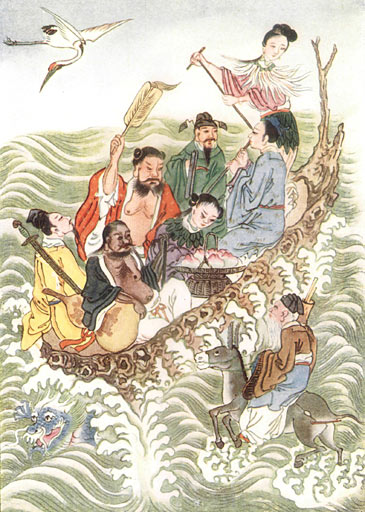
Les huit immortels traversant la mer

Comme les chamans, ils sont maîtres des éléments et peuvent prendre une forme animale. Ainsi, les huit immortels du prince de Huainan ont le pouvoir de faire venir le vent et la pluie en s’asseyant, et s'élever les nuages et les brumes en se mettant debout. Les immortels ont des pouvoirs similaires à ceux des oiseaux et des créatures aquatiques auxquels ils sont souvent comparés et associés. Dans le premier chapitre du Zhuangzi, le saint taoïste est un oiseau immense qui atteint le bout du monde d’un coup d’aile, mais aussi un poisson caché au fond de l'eau. Ils ont les os légers, un habit de plumes, se dissimulent souvent dans le ciel ou s’élèvent sur les hauteurs des montagnes. Quand l’humain devenu immortel a disparu, il arrive que ses sandales et son épée ou canne se transforment en oiseaux. Le Baopu Zi compare pour sa part l'immortel à une tortue tapie au fond de l'eau, ou à une carpe lumineuse qui nage dans la rivière de cinabre.

### Concepts taoïstes
À partir du IIIe siècle, les immortels devenus clairement taoïstes peuvent incarner l'indifférenciation de l'origine première. Tantôt visibles et invisibles, ils apparaissent ici et là à la fois, mobiles mais sans forme ni corps. Généralement insaisissables en mouvement, ils ne s'arrêtent qu'aux places où les dualités se fondent, comme le gnomon au centre du monde. Leurs constants mouvements de montée et de descente représentent ceux du souffle qi qui s'élève et du Tao qui descend sous la forme des textes sacrés qu'ils remettent aux adeptes les plus méritants.
Lorsqu’ils se montrent sous forme humaine, leur identité est variable, leur origine inconnue. Sans individualité, ils peuvent pénétrer dans la forêt sans éveiller l’attention des animaux. On les imagine résidant aussi bien dans les hauteurs ou parmi les étoiles que dans les grottes des entrailles de la terre, qui d’ailleurs communiquent avec le ciel.

## Terres d'immortalité
La forme du caractère xian indique que les immortels des origines vivaient dans les montagnes ou sur des îles montagneuses. Les immortels de l'époque impériale  fréquentent également les montagnes, en particulier le mythique mont Kunlun, mais aussi dans les étoiles, le fond des eaux, les grottes qui communiquent avec le ciel, et les îles des mers orientales, ces dernières particulièrement populaires à l’époque des Royaumes combattants et au début de l’empire. Qin Shi Huang y envoya des expéditions à la recherche d'herbes d'immortalité. 
L’école taoïste la plus importante de nos jours, la branche Longmen de Quanzen, désigne comme terres d'immortalité dix continents et trois îles , ainsi que dix grottes célestes. Parmi les trois îles, Penglai 蓬萊 et Fangzhang 方丈 sont connues depuis le début de l'ère chrétienne. La troisième, autrefois nommée Yingzhou, a pris le nom de Kunlun 昆侖, à l’origine ensemble montagneux situé à l’Ouest de la Chine. Résidence du Gouverneur de la terre, elle abriterait une source de vin qui prolonge la vie. Sur Fangzhang réside le Gouverneur des eaux qui régit les dieux et les animaux aquatiques parmi lesquels on compte les dragons et les  serpents. Penglai, la plus importante, résidence du Gouverneur du ciel, communique avec les neuf cieux supérieurs. Yu le Grand s’y serait rendu après ses exploits pour monter au ciel.

## Devenir immortel
À l’origine, la poursuite de l’immortalité implique essentiellement un travail sur le corps comprenant un régime diététique particulier, une gymnastique et la consommation d’herbes ou d’élixirs, assorti à des exercices spirituels. Avec le développement du taoïsme institutionnel, à la pratique individuelle s'ajoute souvent l'exigence du respect de la communauté : conduite morale et bonnes actions. Les techniques corporelles, très variées dans les détails et souvent spécifiques à une école ou à un maître, peuvent être regroupées en quelques grandes catégories : diététique, alchimie externe par absorption d’élixirs ou pilules, alchimie interne par visualisation et gymnastique. Plusieurs techniques sont combinées. On peut accéder à l’état d’immortel en se débarrassant au moment de la mort de son corps comme un serpent de sa dépouille, mais les plus doués se métamorphosent et s’élèvent au ciel de leur vivant. La croyance populaire, imprégnée des valeurs communautaires, les imagine parfois s'envoler accompagnés de leur famille et de leurs animaux, d'où le dicton : « Quand une personne obtient le Dao, [même] ses poules et ses chiens montent au ciel » (l'ensemble du groupe bénéficie de la promotion d’un de ses membres  ). 

### Techniques externes
Selon un passage du Zhuangzi, les immortels s’abstiennent des cinq graines (riz, millet, blé, avoine et haricots), se nourrissant de vent et de rosée. Les graines avec lesquelles s'alimentent les gens ordinaires sont censées contenir des vers qui pourrissent le corps de l’intérieur et, de surcroit, espionnent et dénoncent les péchés de l’individu qui les abrite aux divinités, diminuant encore ses chances de vivre longtemps. 
La croyance à l’existence d’herbes de longue vie dans les terres d’immortalité est attestée dès les Royaumes combattants. Les fabrications alchimiques du jindan devinrent de plus en plus populaires à partir des Han orientaux et connurent leur apogée sous les Tang avec l'« élixir d'or » ou « élixir de retour [à l'unité primordiale] ». Néanmoins, sous cette même dynastie l’alchimie externe, probablement plus dangereuse que bénéfique, fut progressivement abandonnée au profit de l’alchimie interne dominante à partir des Song.

### Techniques internes
Le travail du souffle lianqi 煉氣 est apparu aussi tôt que l’alchimie externe. On en trouve des traces dans l’œuvre de Qu Yuan, ou chez Zhuangzi en ce qui concerne le daoyin, sorte de gymnastique douce. Il comprend des exercices de respiration pour « rejeter le vieux et introduire le neuf »,   des gymnastiques douces ou des arts martiaux qui ont répandu la pratique du qigong au-delà de la communauté taoïste, ainsi que des visualisations de l'intérieur du corps, comme celle où le pratiquant capture les essences du soleil et de la lune et voit ses yeux et son souffle devenir miroir, les nœuds des méridiens du souffle s’illuminer et éclairer ses organes.

### Autres
Des rites effectués par un maître taoïste peuvent aider à avancer sur le chemin de l'immortalité. Les écoles qui ont pignon sur rue ne manquent pas de rappeler à leurs disciples que les techniques sont inefficaces sans une bonne conduite. Ce concept est particulièrement important en Chine où on considère que les dieux sont des mortels divinisés pour leur vertu.

## Hiérarchie des immortels
Anciens humains ou parfois formés par concrétion du qi, les immortels et dieux taoïstes ne constituent pas un panthéon fermé, mais un ensemble en constante expansion. Chaque école peut avoir une liste et une classification différente. Celle de l’école Shangqing composée par Tao Hongjing, Hiérarchie des esprits parfaits  est assez bien connue.
Pour l’école Quanzhen moderne, le grade le plus élevé est celui d’immortel d’or  qui réside dans le ciel supérieur de Daluo 大羅 avec le Pur des origines, premier des Trois Purs, déités suprêmes.